# Sudbury (Massachusetts)
Sudbury és una població dels Estats Units a l'estat de Massachusetts. Segons el cens del 2007 tenia 18.015 habitants.

## Demografia
Segons el cens del 2000, Sudbury tenia 16.841 habitants, 5.504 habitatges, i 4.749 famílies. La densitat de població era de 266,8 habitants/km².
Dels 5.504 habitatges en un 51,1% hi vivien nens de menys de 18 anys, en un 78,5% hi vivien parelles casades, en un 6,2% dones solteres, i en un 13,7% no eren unitats familiars. En l'11% dels habitatges hi vivien persones soles el 5,5% de les quals corresponia a persones de 65 anys o més que vivien soles. El nombre mitjà de persones vivint en cada habitatge era de 3,02 i el nombre mitjà de persones que vivien en cada família era de 3,28.
Per edats la població es repartia de la següent manera: un 32,5% tenia menys de 18 anys, un 3,2% entre 18 i 24, un 27,3% entre 25 i 44, un 27,2% de 45 a 60 i un 9,8% 65 anys o més.
L'edat mediana era de 39 anys. Per cada 100 dones de 18 o més anys hi havia 92,3 homes.
La renda mediana per habitatge era de 128.041 $ i la renda mediana per família de 130.399$. Els homes tenien una renda mediana de 98.593 $ mentre que les dones 47.500$. La renda per capita de la població era de 53.285$. Entorn del 2,1% de les famílies i el 2,8% de la població estaven per davall del llindar de pobresa.